# 世界貿易組織第四次部長級會議
世界貿易組織第四次部長級會議是世界貿易組織舉行的兩年一度部長級會議，於2001年11月9日至11月14日在卡塔爾首都多哈舉行。
第四次部長級會議取得的最大成果，是啟動多哈回合貿易談判或稱“多哈回合”的新一輪多邊貿易談判。會議亦批准 中华人民共和国及 中華民國（以臺澎金馬個別關稅領域名義）分別加入世界貿易組織。會議結束前通過包括《部長宣言》等共3項文件。

## 參看
- 世界貿易組織
- 多哈回合貿易談判